# Operatie Puma
Operatie Puma was de codenaam voor een geplande Britse invasie van de Canarische Eilanden.

## Geschiedenis
De Britten waren in 1941 bang dat de nazigezinde Spaanse dictator Francisco Franco de eilanden zou afstaan aan Duitsland, ten behoeve van de bevoorrading van U-boten en andere Duitse oorlogsschepen. Daarmee kwam de Britse overheersing in de Middellandse Zee in gevaar. De Britten formeerden een sterke invasiemacht, bestaande uit drie vliegdekschepen, een slagschip, drie zware kruisers en negentien torpedobootjagers. Daarnaast werd er een troepenmacht van tienduizend man verscheept. Zij moesten de eilanden innemen. 
De operatie werd later in 1941 geannuleerd, omdat Franco onder grote politieke druk de Britten toezegde de Duitsers geen gebruik mochten maken van eventuele bunker- en bevoorradingsfaciliteiten. Hoewel daarmee de invasie was afgelast, wierp de Royal Navy een blokkade op rondom de eilanden. 